# Ангельбахталь
Ангельбахталь (нем. Angelbachtal) — община в Германии, в земле Баден-Вюртемберг. Расположена на реке Вальдангельбах.
Подчиняется административному округу Карлсруэ. Входит в состав района Рейн-Неккар.  Население составляет 4960 человек (на 31 декабря 2010 года). Занимает площадь 17,92 км².
Коммуна подразделяется на 2 сельских округа.